# Janni Goslinga
 (janvier 2019).
Si vous disposez d'ouvrages ou d'articles de référence ou si vous connaissez des sites web de qualité traitant du thème abordé ici, merci de compléter l'article en donnant les références utiles à sa vérifiabilité et en les liant à la section « Notes et références ».
Pour les articles homonymes, voir Goslinga.
Janni Goslinga, née le 9 mai 1969 à Rotterdam, est une actrice néerlandaise.

## Filmographie

### Cinéma et téléfilms
- 1992 : Les Habitants : Winkelmeisje Lisa
- 1995 : Baantjer : Anja
- 1998 : Un homme et son chien : Ria
- 1999 : Verdi : Lotta
- 2002-2004 : Ernstige Delicten (nl) : Tess Dallinga
- 2003 : De D van dag : Charlotte
- 2005 : Off Screen (nl) : Anna Voerman
- 2005-2006 : Daar vliegende panters 2 : Annemiek
- 2006 : Black Book : La dame en manteau de fourrure
- 2006 : Onderhuids : Désirée
- 2007 : HannaHannah (nl) : Trea
- 2008 : Hoe overleef ik...? (nl) : Mère de Rosa
- 2010 : Dicht bij mij vandaan : Vera
- 2010 : Docklands : La Mère de Kater
- 2012 : Doodslag (nl) : Bettie
- 2012 : Mixed Up (nl) : La patiente épuisée
- 2013 : De Nieuwe Wereld (nl) : Fien
- 2013 : Divorce (nl) : La psychologue pour enfants
- 2013 : Van God Los (nl) : Lenneke Kuipers
- 2013 : Penoza (nl) : Annet
- 2014 : Moordvrouw : Claudia Balk
- 2014 : Vrij (nl) : La professeur
- 2015 : 4Jim : La mère de Jim
- 2015 : Une chambre pour deux : La mère
- 2016 : Centraal Medisch Centrum (nl) : Isabelle Kramer
- 2016 : Nieuwe buren (nl) : La sage-femme
- 2016 : The Swell: la tempête du siècle (nl) : Janneke Kreuger
- 2018 : Dokter Deen (nl) : Pienke Bakker
- 2018 : All You Need Is Love (nl) : Daphne
- 2019 : Keizersvrouwen : Beatrix